# Vervelån

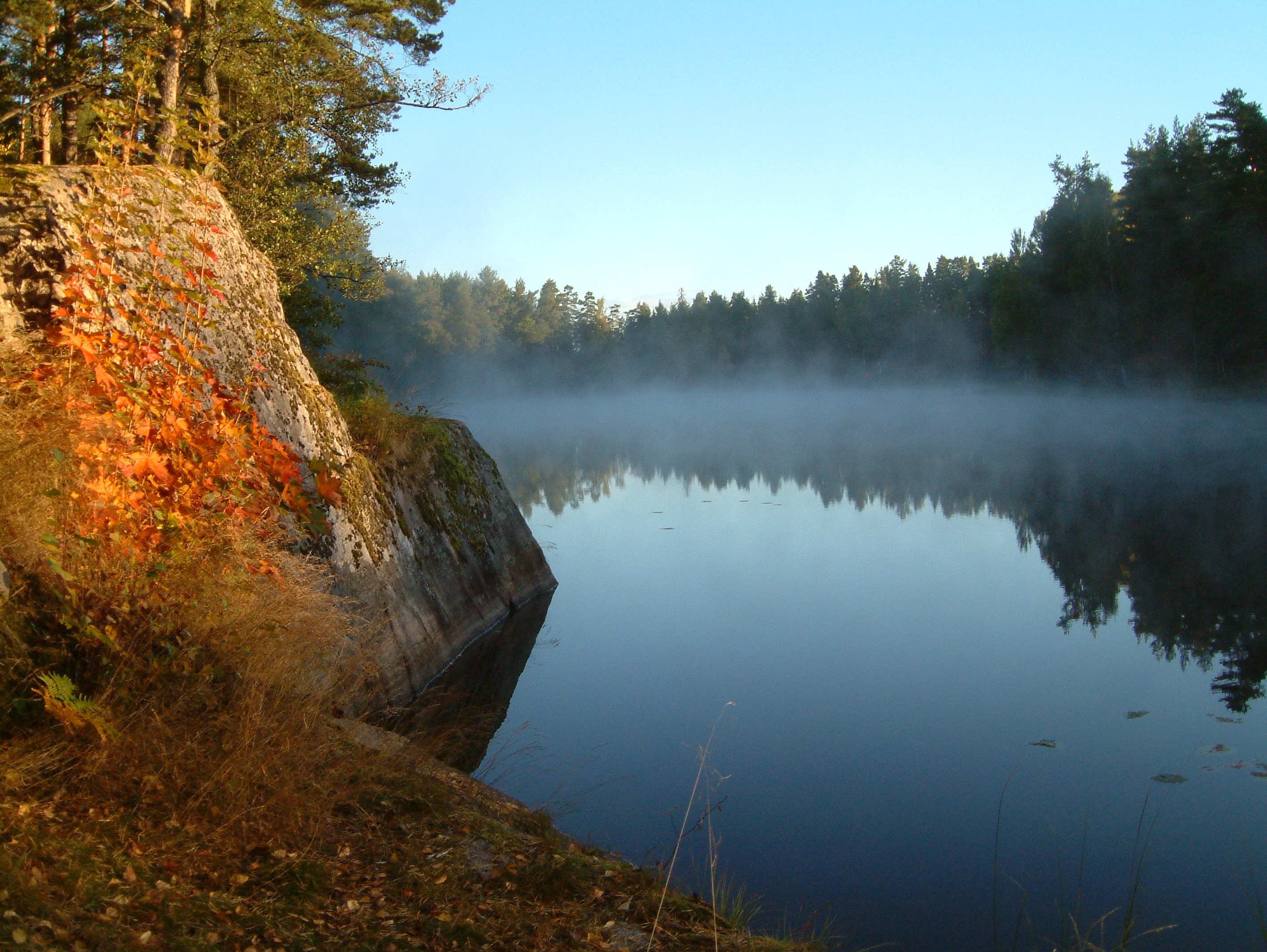
Vervelån med kvarndammen i Gullringen.

Vervelån (även kallad Sme-åna) är ett vattendrag mellan sjöarna Verveln och Norra Linkaren förbi tätorten Gullringen i Vimmerby kommun. 

## Beskrivning
Vid kvarndammen i Gullringen är Vervelån uppdämd och här finns en badplats. Efter ett fall på 10-15 meter rinner Vervelån norrut till sjön Ören. Från Örens sydöstra vik rinner sedan Vervelån uträtad och omgrävd till Stångåns huvudfåra norr om Norra Krön. I Vervelån finns ett stabilt bestånd av utter och i anknytning till dammfästet i Gullringen förekommer både strömstare och forsärla.
Vervelån har haft stor betydelse för bygdens utveckling. Vid nuvarande dammen i Gullringen har funnits ett flertal verksamheter som elektrisk kvarn, vattenkvarnar samt de äldre kimröksrökeri, linbråka, vadmalsstamp och oljeslageri. Verveläns vattenkraft nyttjades efter 1916 i större omfattning då Gullringen fick elektricitet från ett eget vattenkraftverk, Brännebro kraftstation. Genom en trätub leddes vattnet ner till kraftverket. Fallhöjden på vattenfallet är ca 13 meter och fram till kraftstationen tillkommer det ytterligare 6 meter. Hela fallhöjden ner till kraftstationen blev då 19 meter. 1927 byggdes stationen ut och 1971 upphörde produktionen, maskinerna monterades ned och några år senare även vattentuben. Fundamenten för tuben och maskinhuset finns kvar.
Längs Vervelån går en fyra kilometer lång, markerad naturrunda kallad "Naturstigen Sme-åna". Utmed rundan finns såväl natur- som kulturintressanta begivenheter beskrivna med  informationstavlor. Utmed leden har flera rastplatser anordnats.

## Bilder

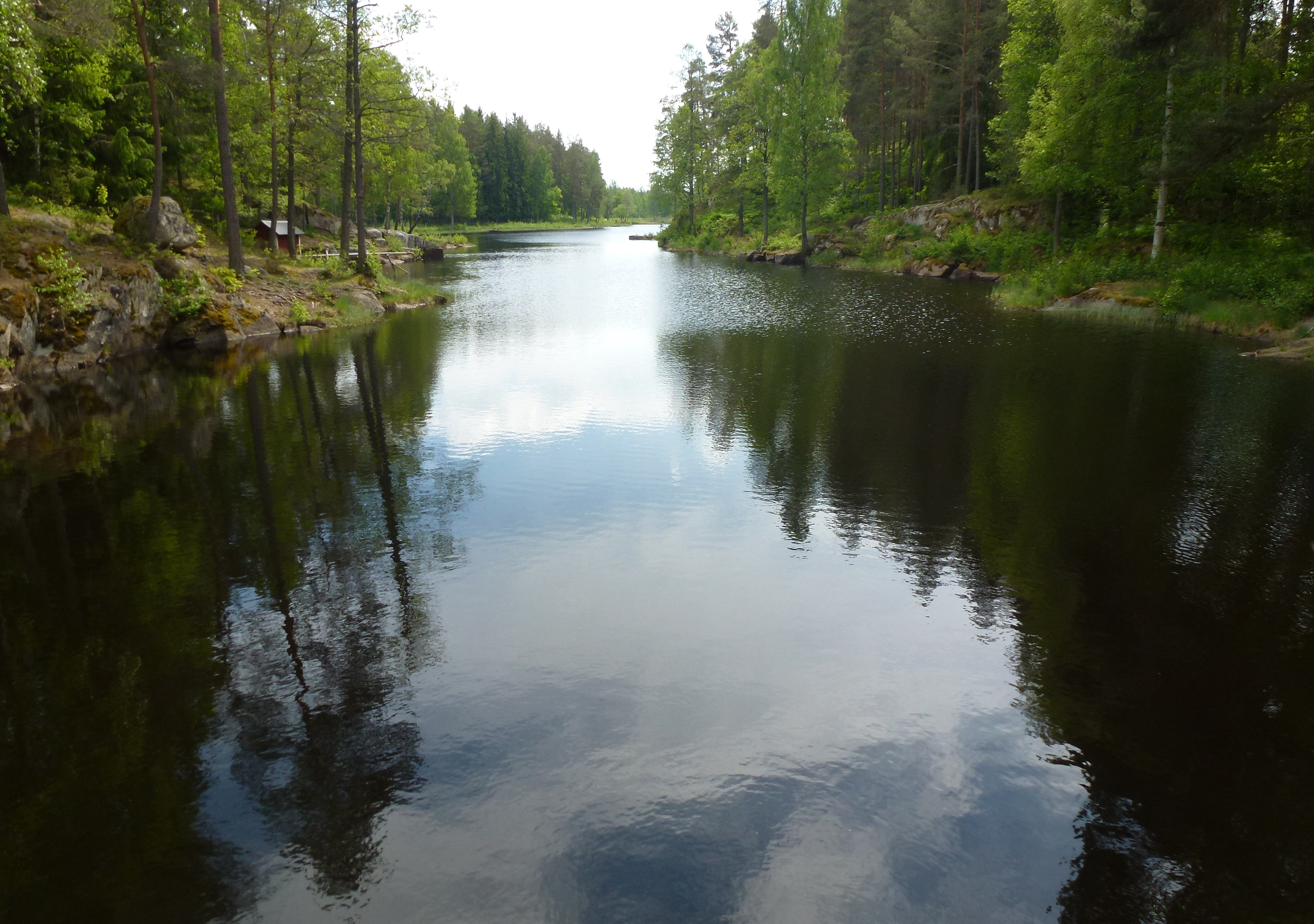
Kvarndammen och badplatsen
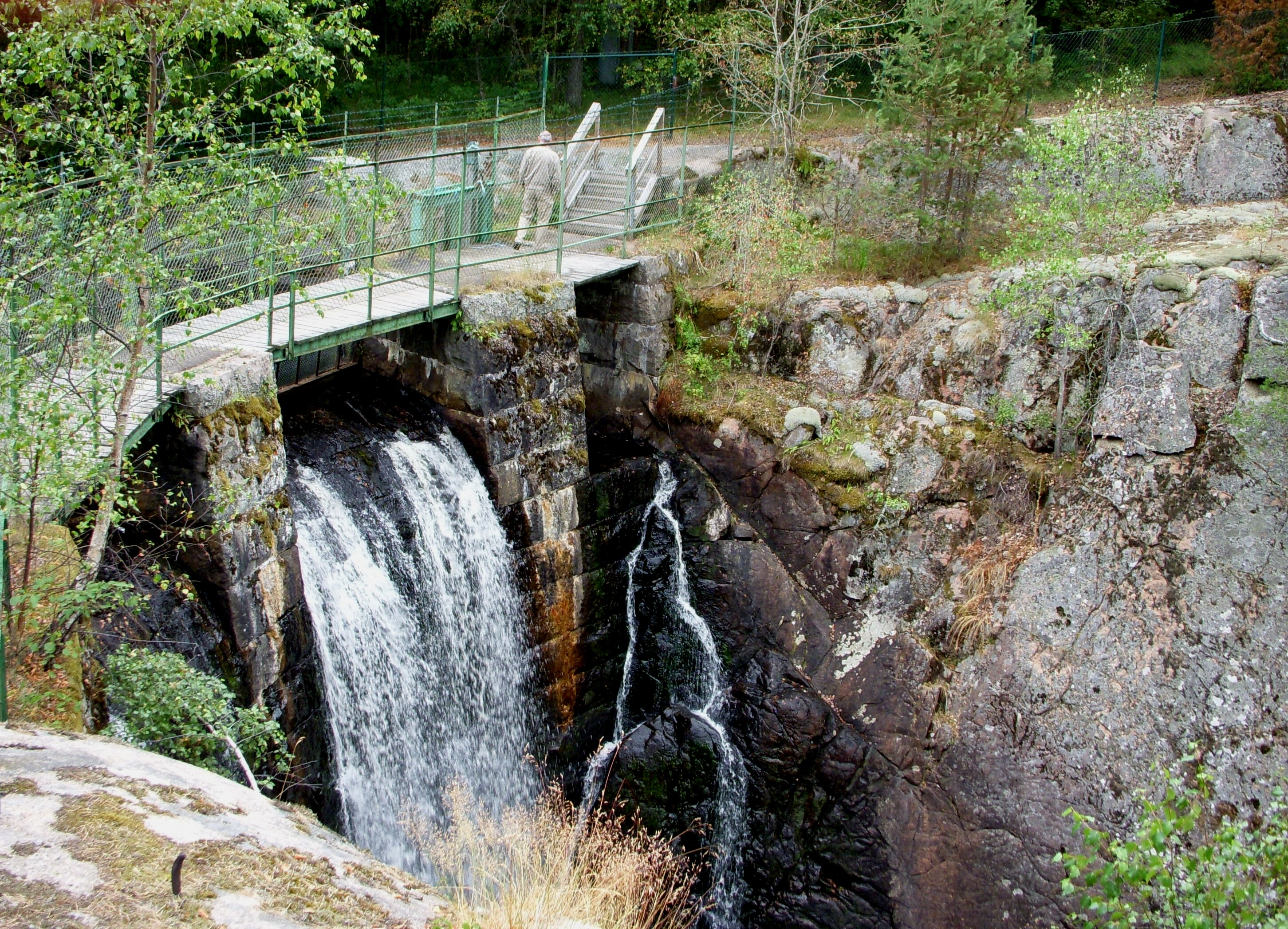
Dammen
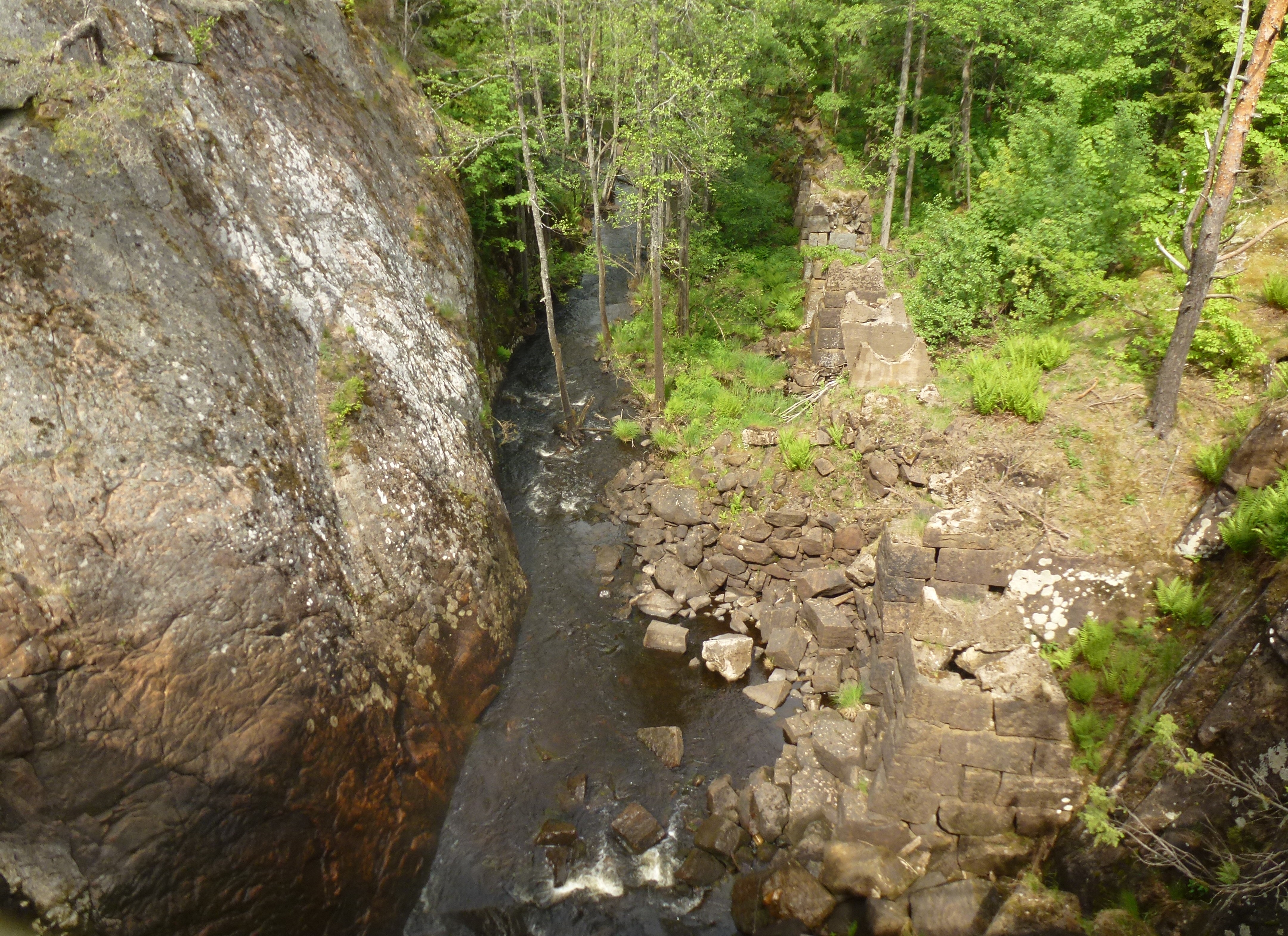
Fallhöjden vid dammen
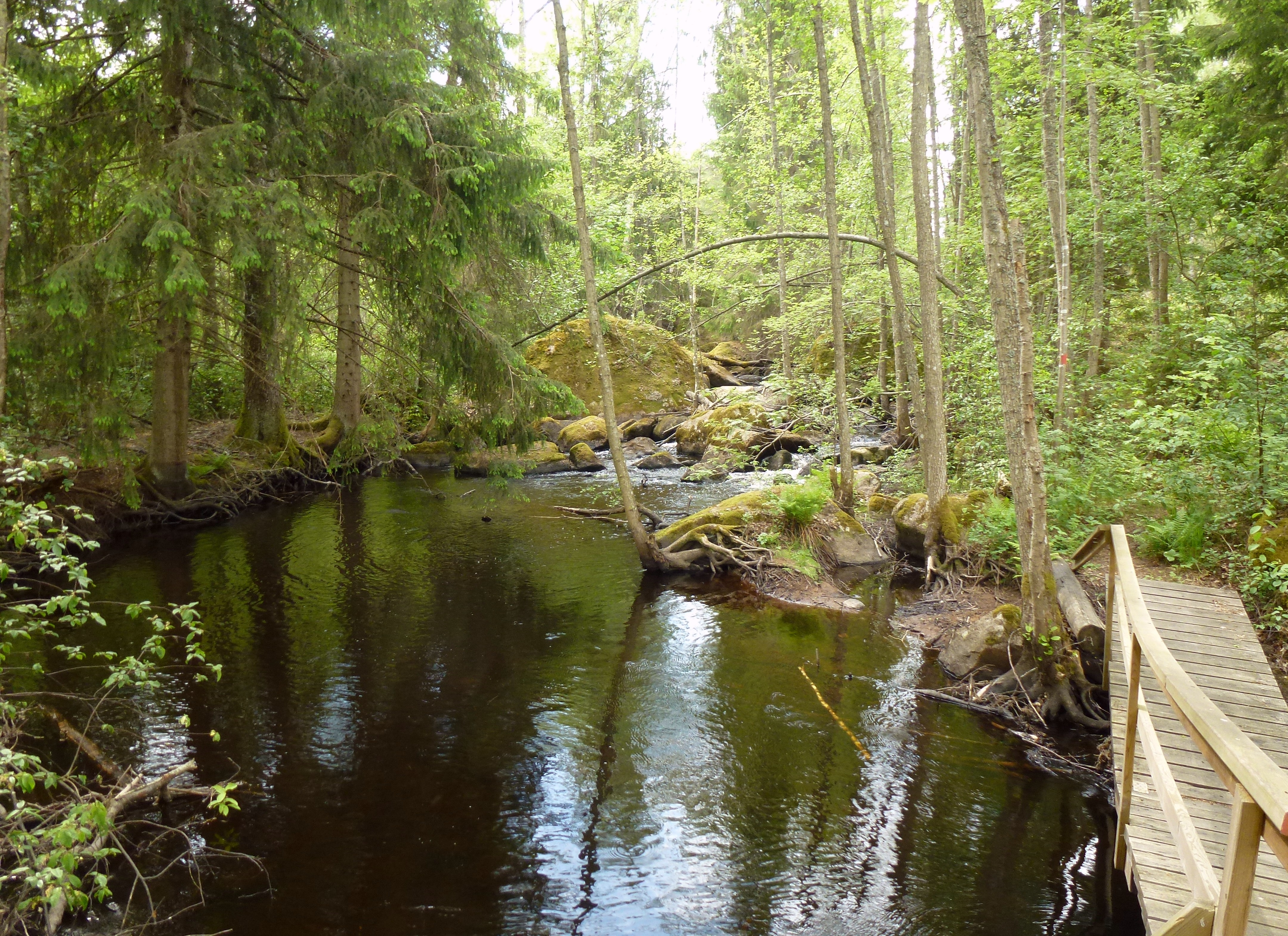
Vervelån och naturstigen Sme-åna